# Cajari
Cajari est une municipalité brésilienne située dans l'État du Maranhão.